# محمدرضا زینال‌خیری
محمدرضا زینال‌خیری (زادهٔ ۶ بهمن ۱۳۶۸ - تبریز) بازیکن فوتبال اهل ایران است.
از باشگاه‌هایی که در آن بازی کرده‌است می‌توان به باشگاه فوتبال مس کرمان، باشگاه فوتبال شهرداری تبریز، باشگاه فوتبال گسترش فولاد تبریز، باشگاه فوتبال سایپا تهران، باشگاه فوتبال نفت و گاز گچساران، باشگاه فوتبال شهرداری اردبیل و باشگاه فوتبال خیبر خرم‌آباد اشاره کرد.